# Morvi (Staat)

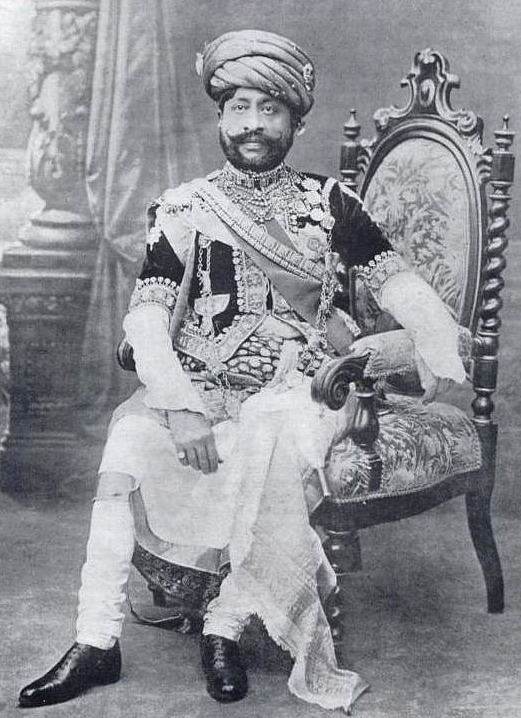
Maharadscha Thakur Sahib Sir Waghji II Rawaji (1858–1922)

Morvi war ein Fürstenstaat Britisch-Indiens im Norden der Halbinsel Kathiawar im heutigen Bundesstaat Gujarat. Seine Hauptstadt war der Ort Morbi (auch Morvi).

## Geschichte
Das Fürstentum wurde 1697 von Thakur Sahib Kanyojisinghji Rawaji (1698–1733), dem Sohn des Rao Rayadhanji II. Tamachiji von Kachchh, aus der älteren Linie der Jadeja-Rajputen, gegründet. Morvi war 1807–1947 britisches Protektorat. Der Herrscher hatte Anrecht auf einen Salut von 11 Schuss und war somit automatisch Mitglied in der Chamber of Princes. Rao Sahib Lakhdhirji Waghji (1876–1956) wurde 1926 zum Maharaja erhoben.
Der Staat hatte 1941 eine Fläche von 2129 km² und 123.000 Einwohner. Im Rahmen des "attachement scheme" gewann der Staat 1943 310 km² mit etwa 12500 Einwohnern hinzu. Angeschlossen wurden am 20. Juni der Hadala-Taluk und der Kotda-Nayani-Thana sowie zum 7. Dez. der Staat Malia. Am 15. August 1947 wurde Morvi Mitglied des Staatenbundes Saurashtra und am 15. Februar 1948 vollzog man den Anschluss an Indien. Am 1. November 1956 wurden alle Fürstenstaaten aufgelöst und dem Bundesstaat Bombay einverleibt. Durch die Teilung von Bombay am 1. Mai 1960 kam Morvi zu Gujarat.

## Infrastruktur

### Eisenbahn
Seit 1890 betrieb man mit der Morvi Railway eine eigene Staatseisenbahn. Die zunächst als Schmalspurbahn (762 mm) angelegten Strecken wurden bis 1924 auf Meterspur umgespurt. Bedient wurden die Strecken Rajkot nach Wadhwan und Wankaner nach Morvi.  1936 war die Gesellschaft im Besitz von 59 Lokomotiven, 3 Triebwagen, 134 Personenwagen und 315 Güterwagen. Das Streckennetz hatte 1942 etwa 210 km Länge. Die Staatsbahn, die als Klasse II Eisenbahn galt, ging 1948 in der neu gegründeten Saurashtra Railway auf.

### Post
Morvi betrieb von 1931 bis 1948 eine Staatspost mit eigenen Briefmarken.